# Giovanna Blanco
Giovanna José Blanco Bazon (El Tigre, 18 de diciembre de 1982) es una deportista venezolana que compitió en judo.
Ganó una medalla en los Juegos Panamericanos de 2003 y siete medallas en el Campeonato Panamericano de Judo entre los años 2000 y 2008.

## Palmarés internacional
| Juegos Panamericanos    | Juegos Panamericanos            | Juegos Panamericanos | Juegos Panamericanos |
| Año                     | Lugar                           | Medalla              | Categoría            |
| ----------------------- | ------------------------------- | -------------------- | -------------------- |
| 2003                    | Santo Domingo (Rep. Dominicana) | Medalla de plata     | +78 kg               |
| Campeonato Panamericano |                                 |                      |                      |
| Año                     | Lugar                           | Medalla              | Categoría            |
| 2000                    | Orlando (Estados Unidos)        | Medalla de bronce    | +78 kg               |
| 2002                    | Santo Domingo (Rep. Dominicana) | Medalla de plata     | Abierta              |
| 2004                    | Isla de Margarita (Venezuela)   | Medalla de oro       | +78 kg               |
| 2004                    | Isla de Margarita (Venezuela)   | Medalla de oro       | Abierta              |
| 2006                    | Buenos Aires (Argentina)        | Medalla de oro       | Abierta              |
| 2006                    | Buenos Aires (Argentina)        | Medalla de plata     | +78 kg               |
| 2008                    | Miami (Estados Unidos)          | Medalla de plata     | +78 kg               |